# Jürgen Kriebel (Bildhauer)

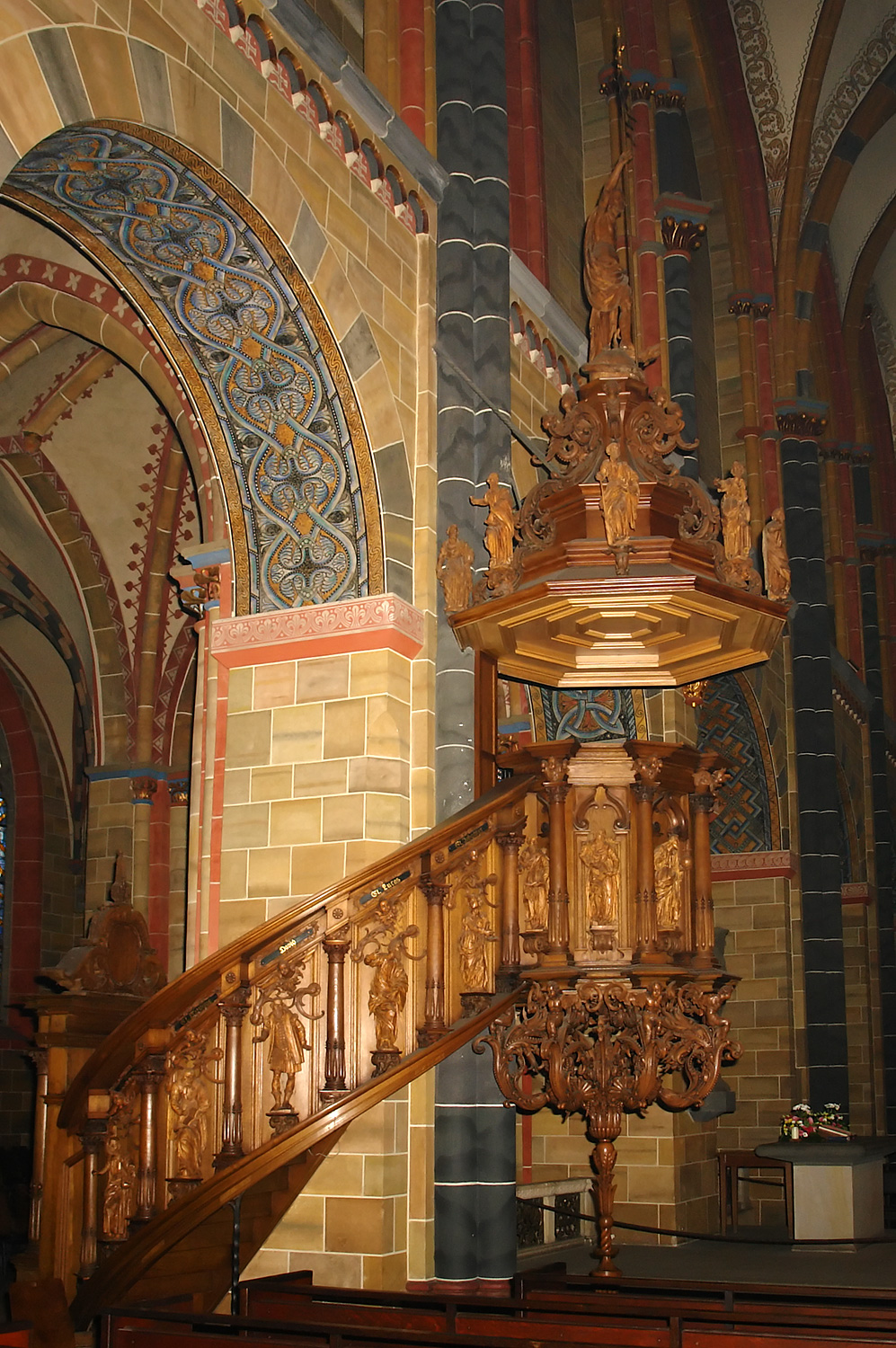
Kanzel von J. Kriebel im Bremer Dom, 1641

Jürgen Kriebel, auch Georg Kriebel, Krübeln, Grübel (* um 1580/90, vermutlich in Magdeburg; † 1645 in Glückstadt) war ein deutscher Bildhauer der Barockzeit.

## Leben und Tätigkeit
Als Kriebel 1614 mit den Alabasterfiguren am Taufbecken für die Leipziger Thomaskirche sein vielleicht frühestes Werk schuf, befand sich seine möglicherweise schon seit etwa 1610 bestehende Werkstatt in Magdeburg. Nach Zerstörung der Stadt (1631) im Dreißigjährigen Krieg ließ er sich in Hamburg nieder, für deren Kirchen er schon 1627 gearbeitet hatte. Seit 1633 war er im damals dänischen Glückstadt ansässig und für Christian IV. tätig. Im Auftrage des Königs entstanden die Kanzeln für den Bremer Dom (1641) und die Kirche in Otterndorf (1644).
Einige Statuetten aus Elfenbein und eine Reihe von Epitaphien werden Kriebel aus stilistischen Gründen auf Grundlage der gesicherten Arbeit in Bremen zugeschrieben. Sein früher Figurenstil zeigt in den eckig erstarrten Bewegungen und dem splitterigen Faltenstil noch expressive, manieristische Züge, die sich in seinem Spätwerk mildern und an Statik und Volumen gewinnen.

## Werke
Eine Reihe von Epitaphien und Grabskulpturen sowie die zerstörten und verschollenen Werke sind bei Storck nachgewiesen und hier nicht aufgelistet.
- Kanzel mit figürlichem Schmuck, Holz, St.- Petri-Dom Bremen, 1641
- Taufbecken, mit figürlichem Alabasterschmuck, datiert 1614, Leipzig, Thomaskirche
- Kanzel mit figürlichem Schmuck, Holz, Otterndorf, St. Severi, 1644
- Maria und Johannes Ev., Elfenbein, Paris, Louvre, um 1620–1630